# Matty James
Matthew Lee "Matty" James  (ur. 22 lipca 1991 w Backup, Anglia) – piłkarz występujący na pozycji pomocnika w Leicester City.